# Trigoniulus velox
Trigoniulus velox är en mångfotingart som beskrevs av Carl 1912. Trigoniulus velox ingår i släktet Trigoniulus och familjen Trigoniulidae. Inga underarter finns listade i Catalogue of Life.